# Detroit Free Press
Le Detroit Free Press est le quotidien le plus diffusé de la ville de Détroit, dans le Michigan, aux États-Unis. L'édition du dimanche est titrée « Sunday Free Press ». Le Free Press est détenu par Gannett, qui publie également USA Today, et a reçu dix prix Pulitzer, et quatre Emmy Awards. 
Le journal est généralement considéré comme plus libéral que The Detroit News.

## Histoire
Le journal a été créé le 5 mai 1831 sous le nom de Democratic Free Press and Michigan Intelligencer, imprimé sur des rotatives modernes du Oakland Chronicle, de Pontiac, dans le Michigan, amenées en wagon à Detroit. Il se développe sous la direction de Sheldon McKnight et du rédacteur en chef John Pitts Sheldon. En 1940, le journal, appelé Free Press est devenu la propriété à 100 % de Knight Newspapers, rebaptisé ensuite « Knight Ridder ».

## Contributeurs notables
- Mitch Albom
- Edward A. Batchelor (en),
- Donna Britt (writer) (en)
- Robin Givhan (en)
- Susan Goldberg (en)
- Ellen Goodman (en)
- Stephen Henderson (journalist) (en),
- Dorothy Misener Jurney (en)
- Myra MacPherson (en)
- Dora Sigerson Shorter